# Ariosoma coquettei
Ariosoma coquettei és una espècie de peix pertanyent a la família dels còngrids.

## Descripció
- Pot arribar a fer 28,1 cm de llargària màxima.[5][6]

## Hàbitat
És un peix marí, demersal i de clima tropical que viu fins als 75 m de fondària.

## Distribució geogràfica
Es troba a l'Atlàntic occidental central: la costa septentrional de Sud-amèrica.

## Observacions
És inofensiu per als humans.